# Makramé

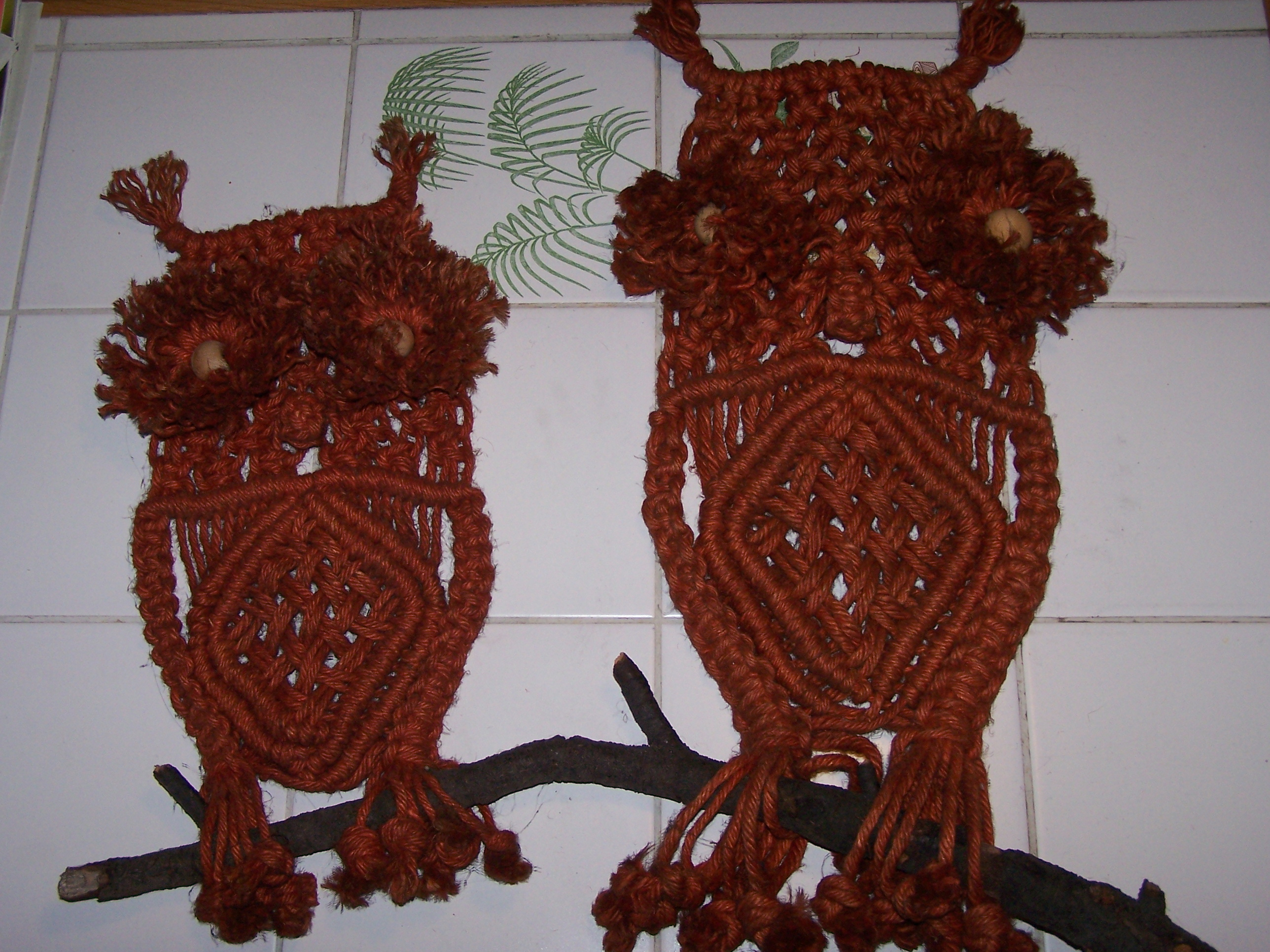
Makramé

Makramé är teknik där man med snören gör knopar och flätningar i olika mönster och kombinationer. Makraméknytning var en vanlig sysselsättning bland sjömän under 1800-talet. 
Bland annat tillverkas fransar i makramé. Man kan även tillverka dekorativa föremål, både till nytta och prydnad, som till exempel korgar, väskor, band, handtag och smycken.
Tekniken har sitt ursprung i Medelhavsområdet varifrån den i början av 1800-talet spred sig över Europa. Den utförs på en hård dyna. Materialet är oftast hårt tvinnat bomullsgarn men för finare arbeten har även bomullstråd, lin och silke använts. Vid knytningen används enkelknut och dubbelknut. Trådarnas längd är avpassad och beräknas till sju gånger det färdiga arbetets.
Ordet makramé kommer via franskans macramé från det turkiska ordet makrama med betydelsen 'servett', 'handduk' eller 'näsduk'. Ytterst har ordet arabiskt ursprung.